# Chaohu
Chaohu (chinês: 巢湖, pinyin: Cháohú) é uma cidade na província de Anhui, na China.